# Campyloneurum aphanophlebium
Campyloneurum aphanophlebium är en stensöteväxtart som först beskrevs av Kze., och fick sitt nu gällande namn av Thomas Moore. Campyloneurum aphanophlebium ingår i släktet Campyloneurum och familjen Polypodiaceae. Inga underarter finns listade.